# Noia
Pour les articles homonymes, voir Noia (homonymie).

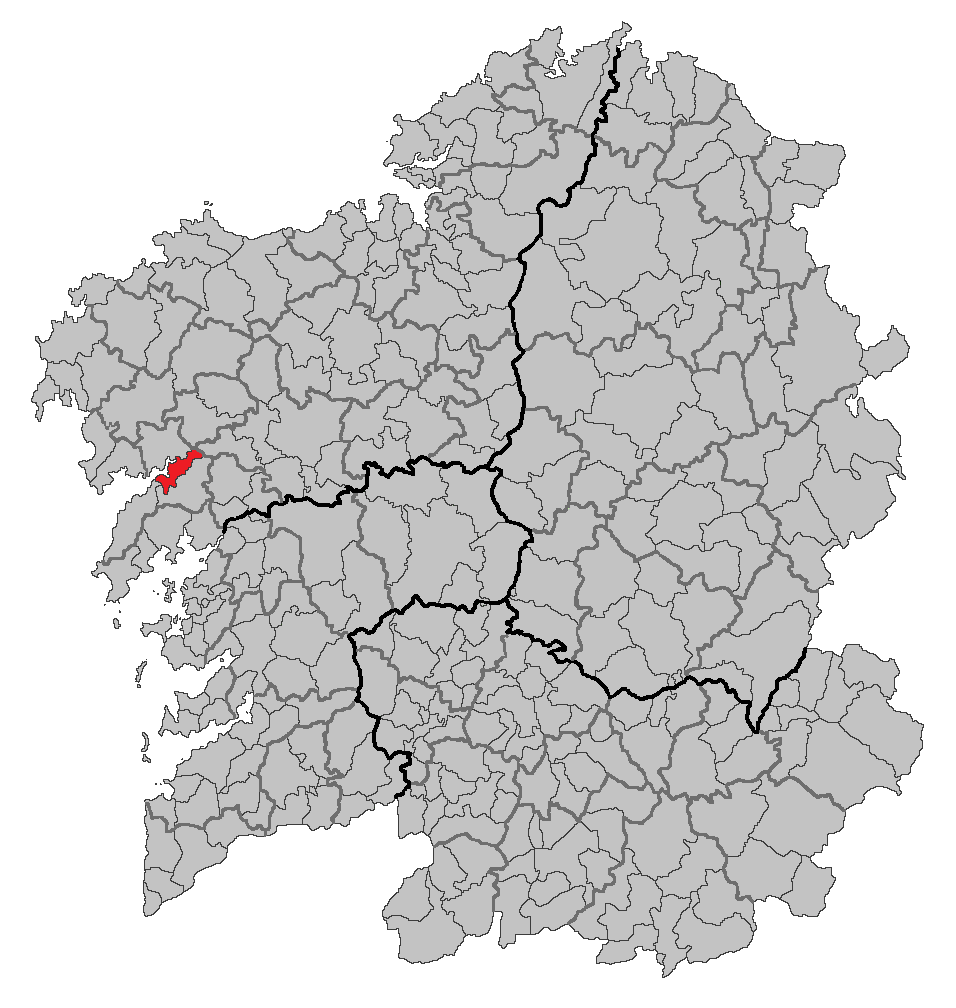
Localisation de Noia en Galice

Noia (officiellement et en galicien ; Noya en castillan) est une commune appartenant à la province de La Corogne, dans la communauté autonome de Galice, en Espagne. Elle est le chef-lieu de la comarque de Noia, qui comprend également les communes de Porto do Son, Lousame et Outes. La population recensée en 2008 est de 14 808 habitants pour la commune et près de 35 000 pour toute la comarque.
Noia est également surnommée "Puerto de Compostela" (port de Compostelle) pour sa proximité et ses liens avec la ville de Saint-Jacques-de-Compostelle.

## Histoire

### Origines
Le nom de Noia est issu d'une légende biblique. Il est dit qu'une des filles de Noé, Noela, est venue vivre dans cette commune après le Déluge. Elle aurait trouvé sur les terres de l'actuel quartier de A Barquiña un endroit où fonder sa propre famille. C'est en l'honneur de cette légende que le blason de la commune est représenté par l'Arche de Noé.

## Géographie

### Climat
Le climat de Noia est humide et océanique, comme toute la côte galicienne, avec des pluies abondantes une grande partie de l'année (surtout en hiver et au printemps) et des températures douces.

### Paroisses
Noia est composée de six paroisses:
- Argalo (Santa María)
- Barro (Santa Cristina)
- Boa (San Pedro)
- Noia (San Martín)
- O Obre (Santa Mariña)
- Roo (Santa María)

## Culture

### Fêtes
Plusieurs fêtes sont célébrées à Noia, les plus populaires étant la foire aux chevaux de San Marcos et les fêtes patronales, dont celle de San Bartolomé qui dure une semaine.
- 25 avril (et prolongée de trois à quatre jours) - Foire aux chevaux de San Marcos.
- Premier weekend de juillet - Fêtes de San Pedro de Boa.
- 16 juillet - Fêtes et processions en l'honneur de la vierge du Carmen, patronne des marins.
- 18 juillet (et prolongée de trois à quatre jours) - Fêtes de l'Obre.
- Troisième weekend de juillet - Foire médiévale. Ambiance médiévale, marchés et diverses activités dans le vieux centre de la ville.
- 24 juillet - Fêtes de Santa Cristina de Barro, qui durent du 24 au 28 juillet.
- 25 juillet - Fêtes de Saint-Jacques-de-Compostelle, patron d'Espagne et jour férié galicien.
- 15 aout - Pèlerinage de San Lois à Boa, de Santa María de Roo et de Santa María de Argalo.
- 24 aout (et durant une semaine) - Grande fête en l'honneur de San Bartolomé. Fêtes en plein air, concerts et feux d'artifice ponctuent cette semaine de festivités.
- Dernier dimanche d'aout - Fête de la empanada, plat typique galicien de renommée nationale.

## Personnalités liées à la commune
- María Mariño, femme de lettres galicienne, y est née le 8 juin 1907;
- Ramón Campos (1975-), cinéaste, y est né en 1975[1];
- Javier Rey, acteur espagnol, y est né le 25 janvier 1980.